# منتخب تشيكوسلوفاكيا لهوكي الجليد
منتخب تشيكوسلوفاكيا لهوكي الجليد هو المنتخب الذي كان يمثل تشيكوسلوفاكيا في منافسات هوكي الجليد، والذي كان يتم إدارته من قبل إتحاد تشيكوسلوفاكيا لهوكي الجليد، وقد كان من أقوى منتخبات هوكي الجليد حيث تمكن من الفوز ب6 مرات ببطولة العالم لهوكي الجليد، كما تمكن من الفوز 8 ميداليات أولمبية منها 4 فضية و4 برونزية.